# Saint-Riquier-ès-Plains
Saint-Riquier-ès-Plains is een gemeente in het Franse departement Seine-Maritime (regio Normandië) en telt 596 inwoners (2005). De plaats maakt deel uit van het arrondissement Dieppe.

## Geografie
De oppervlakte van Saint-Riquier-ès-Plains bedraagt 6,3 km², de bevolkingsdichtheid is 94,6 inwoners per km².
De onderstaande kaart toont de ligging van Saint-Riquier-ès-Plains met de belangrijkste infrastructuur en aangrenzende gemeenten.

## Demografie
Onderstaande figuur toont het verloop van het inwonertal (bron: INSEE-tellingen).